# West-Friesisch (Dialektgruppe)

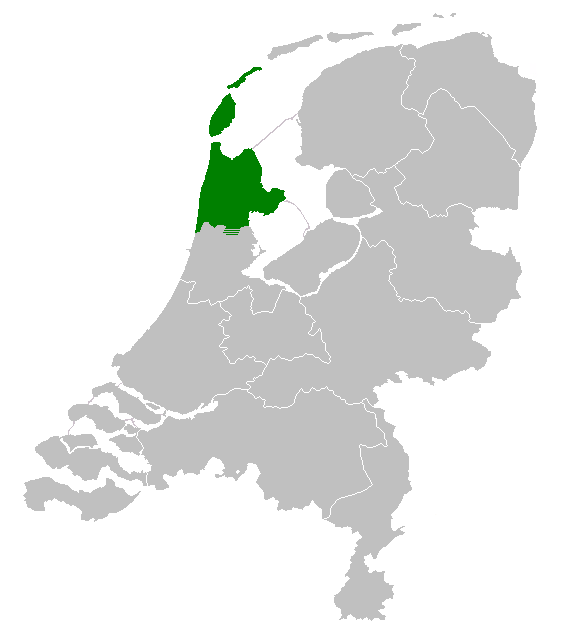
Westfriesische Dialekten

West-Friesisch (niederländisch West-Fries, west-friesisch Westfries, westfriesisch Westfrysk) ist eine Sammelbezeichnung für eine Gruppe von nordholländischen Dialekten, die in der niederländischen Provinz Nordholland in der Region West-Friesland gesprochen werden. Diese Dialektgruppe ist nicht zu verwechseln mit der westfriesischen Sprache, einer friesischen Sprache, die in der benachbarten Provinz Friesland – auf Deutsch als Westfriesland bezeichnet – gesprochen wird. Gleichwohl sind in den west-friesischen Dialekten noch Überreste dieser ursprünglich in diesem Gebiet gesprochenen Sprache auszumachen.